# Matthias Ginter
Matthias Lukas Ginter (sinh ngày 19 tháng 1 năm 1994) là hậu vệ người Đức hiện đang chơi ở vị trí trung vệ cho câu lạc bộ SC Freiburg tại Bundesliga và Đội tuyển bóng đá quốc gia Đức.

## Thống kê

### Câu lạc bộ
Tính đến 2 tháng 2 năm 2021
| Câu lạc bộ               | Mùa giải            | Giải đấu | Giải đấu | Cúp quốc gia | Cúp quốc gia | Châu Âu | Châu Âu | Tổng cộng | Tổng cộng |
| Câu lạc bộ               | Mùa giải            | Trận     | Bàn      | Trận         | Bàn          | Trận    | Bàn     | Trận      | Bàn       |
| ------------------------ | ------------------- | -------- | -------- | ------------ | ------------ | ------- | ------- | --------- | --------- |
| Freiburg                 | 2011–12             | 13       | 1        | 0            | 0            | 0       | 0       | 13        | 1         |
| Freiburg                 | 2012–13             | 23       | 1        | 3            | 0            | 0       | 0       | 26        | 1         |
| Freiburg                 | 2013–14             | 34       | 0        | 3            | 2            | 5       | 1       | 42        | 3         |
| Tổng cộng                | Tổng cộng           | 70       | 2        | 6            | 2            | 5       | 1       | 81        | 5         |
| Borussia Dortmund        | 2014–15             | 14       | 0        | 0            | 0            | 5       | 0       | 19        | 0         |
| Borussia Dortmund        | 2015–16             | 24       | 3        | 5            | 0            | 11      | 1       | 40        | 4         |
| Borussia Dortmund        | 2016–17             | 28       | 0        | 5            | 0            | 8       | 0       | 41        | 0         |
| Tổng cộng                | Tổng cộng           | 67       | 3        | 10           | 0            | 23      | 1       | 101       | 4         |
| Borussia Mönchengladbach | 2017–18             | 34       | 5        | 3            | 0            | –       | –       | 37        | 5         |
| Borussia Mönchengladbach | 2018–19             | 27       | 2        | 2            | 0            | –       | –       | 29        | 2         |
| Borussia Mönchengladbach | 2019–20             | 31       | 1        | 1            | 0            | 4       | 0       | 36        | 1         |
| Borussia Mönchengladbach | 2020–21             | 23       | 1        | 4            | 0            | 7       | 0       | 34        | 1         |
| Tổng cộng                | Tổng cộng           | 115      | 9        | 10           | 0            | 11      | 0       | 136       | 9         |
| Tổng cộng sự nghiệp      | Tổng cộng sự nghiệp | 252      | 14       | 26           | 2            | 40      | 2       | 319       | 18        |

### Quốc tế
Tính đến 20 tháng 6 năm 2023
| Đội tuyển quốc gia | Năm       | Trận | Bàn |
| ------------------ | --------- | ---- | --- |
| Đức                |           |      |     |
| 2014               | 5         | 0    |     |
| 2015               | 3         | 0    |     |
| 2016               | 1         | 0    |     |
| 2017               | 8         | 0    |     |
| 2018               | 6         | 0    |     |
| 2019               | 6         | 1    |     |
| 2020               | 6         | 1    |     |
| 2021               | 11        | 0    |     |
| 2022               | 2         | 0    |     |
| 2023               | 3         | 0    |     |
| Tổng cộng          | Tổng cộng | 51   | 2   |

#### Bàn thắng quốc tế
Tính đến 16 tháng 11 năm 2019
| #  | Ngày                 | Địa điểm                            | Đối thủ | Bàn thắng | Kết quả | Giải đấu                    |
| -- | -------------------- | ----------------------------------- | ------- | --------- | ------- | --------------------------- |
| 1. | 16 tháng 11 năm 2019 | Borussia-Park, Mönchengladbach, Đức | Belarus | 1–0       | 4–0     | Vòng loại Euro 2020         |
| 2. | 10 tháng 10 năm 2020 | Sân vận động Olympic, Kiev, Ukraina | Ukraina | 1–0       | 2–1     | UEFA Nations League 2020–21 |

## Danh hiệu

### Câu lạc bộ

#### Borussia Dortmund[2]
- DFB-Pokal: 2016–17
- DFL-Supercup: 2014

### Quốc tế
- FIFA World Cup: 2014
- Olympic Games: Huy chương bạc, 2016
- FIFA Confederations Cup: 2017

### Cá nhân
- Fritz Walter Medal: U19 Gold Medal 2013[4]
- Fritz Walter Medal: U18 Gold Medal 2012[5]